# Michael De Geest
Michael De Geest (Eeklo, 26 maart 1982) is een Belgische organist die organist-titularis is van de Karmelietenkerk te Brugge.

## Opleiding
De Geest werd in 1982 geboren in Eeklo. Hij is de zoon van Edward De Geest, ere-organist-titularis van de Gentse Sint-Baafskathedraal. In zijn geboortestad voltooide De Geest de richting Wetenschappen-Wiskunde aan het Sint-Vincentiuscollege en behaalde hij het eindgetuigschrift voor orgel en piano aan de Stedelijke Academie voor Muziek en Woord (in de klas piano van zijn moeder Monique Lanszweert en in de klas orgel van Dirk Bruggeman). Ook ontving hij de Bijzondere Prijs en de Oorkonde van de Stad Eeklo voor beide disciplines.
Het was zijn interesse voor wiskunde en informatica die hem naar de Universiteit Gent dreef, waar hij in 2004 afstudeerde als licentiaat informatica. De Geest beschikt eveneens over het diploma van educatieve master in de wetenschappen en technologie (afstudeerrichting informatica) en is in die hoedanigheid werkzaam als ICT-coördinator en leerkracht wiskunde aan de Kunsthumaniora Brussel.
De Geest genoot naast zijn informaticastudies ook een hogere muzikale opleiding. In 2009 behaalde De Geest het diploma van bachelor in de klassieke muziek (instrument orgel) bij Ignace Michiels aan het Gentse Conservatorium. Daarna specialiseerde hij in de barokke orgelmuziek bij de Luikse organist Serge Schoonbroodt. Hij volgde masterclasses orgel bij Helga Schauerte in Eckenhagen (Duitsland) en bij barokspecialist Liuwe Tamminga in Urbino (Italië) tijdens het ‘Musica Antica’-festival.

## Werkzaamheden
De Geest was meer dan twintig jaar lang organist-titularis in Gent: eerst in de Sint-Jacobskerk (2000-2012) en vervolgens in de Sint-Niklaaskerk (2010-2022).
De Geest bracht reeds recitals in Duitsland, Nederland, Frankrijk, Engeland, Denemarken, Hongarije, Japan en Luxemburg. In kamermuziekverband speelt hij samen met hoboïste Dagmar Robben, tevens zijn echtgenote.
De Geest is dagelijks bestuurder van het in 2015 opgericht symfonisch orkest Lumen Symphonicum (dat onder leiding staat van zijn broer David De Geest).
In 2022 werd De Geest aangesteld als organist-titularis van de Karmelietenkerk in Brugge en dit als opvolger van de befaamde Chris Dubois. De Geest organiseert sinds dit jaar ook thematische orgelconcerten in deze prachtige kerk.

## Onderscheidingen
In juni 2023 werd De Geest voor zijn artistieke prestaties door de stad Eeklo gehuldigd als verdienstelijk Eeklonaar.